# Gaio Servilio Glaucia
Gaio Servilio Glaucia (in latino Gaius Servilius Glaucia; ... – Roma, dicembre 100 a.C.) è stato un politico romano, attivo alla fine del II secolo a.C.
Fu tribuno della plebe nel 101 a.C. e pretore nel 100 a.C. e fu candidato console per il 99 a.C..
Assieme al suo alleato Lucio Apuleio Saturnino, si pose in opposizione al senato e formò un'alleanza con Mario. Glaucia e Saturnino non esitarono a fare assassinare i propri avversari elettorali e a intraprendere una politica demagogica; Glaucia emanò una legge agraria per diminuire il prezzo del grano (fissato da Gaio Gracco), così da ottenere consensi presso gli strati più poveri, e una seconda legge, che restituiva ai cavalieri il potere esclusivo di presiedere al collegio giudicante il delitto di concussione, assicurandosi così il sostegno dei non nobili, sia ricchi che poveri.
Gli eccessi di Glaucia e Saturnino portarono il senato a promulgare il senatus consultum ultimum nel 100 a.C., obbligando l'allora console Mario ad agire contro i suoi stessi alleati.
Glaucia e Saturnino vennero infine massacrati senza processo nei tumulti che seguirono e le loro leggi abrogate.